# Fuori menù (programma televisivo)
Fuori menù è un programma televisivo culinario, trasmesso inizialmente su Real Time con la conduzione di Alessandro Borghese dal 3 dicembre 2009 fino all'8 maggio 2012, e poi sostituito da Roberto Ruspoli a partire dal 26 febbraio 2013 al 15 aprile 2014. Dal 2020 il programma si sposta sul canale Food Network e vede la conduzione di Damiano Carrara, che dal 2021 è affiancato nella conduzione dallo chef Gino D'Acampo.

## Struttura del programma
In ogni puntata, due coppie si sfidano per vincere un montepremi finale che verrà scelto da 20 commensali. Un membro della coppia si occupa della cucina, l'altro della sala: hanno, complessivamente, un tempo di preparazione di 2 ore ed un tempo di servizio di 1 ora e 30 minuti. Nella preparazione del menù da lui scelto, il concorrente viene aiutato da due chef professionisti (Sebastiano Rovida e Nicola Morone), che eseguono i suoi ordini. Nel frattempo, in sala, due camerieri aiutano l'altro membro della coppia a sistemare la sala in tema col menù scelto.
Trascorso del tempo, vengono fatti entrare i commensali. Il menù viene servito per un'ora e mezza e, alla fine, ogni commensale darà un costo al menù, da un minimo di zero ad un massimo di 30 euro. La coppia il cui menù riceve una valutazione maggiore vince entrambi gli incassi.

## Edizioni
| Edizione | Periodo          | Periodo          | Puntate | Conduzione          | Conduzione          | Rete         |
| Edizione | Inizio           | Fine             | Puntate | Conduzione          | Conduzione          | Rete         |
| -------- | ---------------- | ---------------- | ------- | ------------------- | ------------------- | ------------ |
| 1        | 3 dicembre 2009  | 15 gennaio 2010  | 8       | Alessandro Borghese | Alessandro Borghese | Real Time    |
| 2        | 14 dicembre 2010 | 1º febbraio 2011 | 8       | Alessandro Borghese | Alessandro Borghese | Real Time    |
| 3        | 20 marzo 2012    | 8 maggio 2012    | 8       | Alessandro Borghese | Alessandro Borghese | Real Time    |
| 4        | 26 febbraio 2013 | 16 aprile 2013   | 8       | Roberto Ruspoli     | Roberto Ruspoli     | Real Time    |
| 5        | 25 febbraio 2014 | 15 aprile 2014   | 8       | Roberto Ruspoli     | Roberto Ruspoli     | Real Time    |
| 6        | 9 aprile 2020    | 11 giugno 2020   | 10      | Damiano Carrara     | Damiano Carrara     | Food Network |
| 7        | 7 maggio 2021    | 11 giugno 2021   | 8       | Damiano Carrara     | Gino D'Acampo       | Food Network |